# U-571 (película)
U-571 (La batalla del Atlántico en Hispanoamérica) es una película del año 2000 dirigida por Jonathan Mostow y protagonizada por Matthew McConaughey, Bill Paxton, Harvey Keitel, Jack Noseworthy, Will Estes y Tom Guiry. En la película, el submarino alemán U-571 es capturado por la tripulación de un submarino estadounidense que intenta apoderarse del codificador Enigma. De hecho, el verdadero U-571 nunca fue capturado sino hundido frente a Irlanda en enero de 1944. La acción transcurre durante el año 1942, en el océano Atlántico, si bien el filme fue rodado en el mar Mediterráneo, en las proximidades del Lacio y de la isla de Malta.

## Sinopsis
El capitán de corbeta Mike Dahlgren (Bill Paxton) capitanea el S-33, un viejo submarino estadounidense de la Primera Guerra Mundial. Pese a que el buque es muy viejo y presenta numerosos desperfectos, puede ser un arma mortal si cae en las manos adecuadas. Es el momento para ofrecerle la oportunidad de que demuestre que aún sirve para algo mientras los estadounidenses entran en la Segunda Guerra Mundial.
El teniente de navío Andrew Tyler (Matthew McConaughey) es el oficial que está a las órdenes de Dahlgren como su segundo de a bordo. En la nave, se le unen sus compañeros, el teniente de navío Pete Emmett (Jon Bon Jovi) y el alférez Larson (Matthew Settle). Todos los hombres que han sido reclutados se embarcan en el S-33, incluyendo al Jefe Klough (Harvey Keitel), al técnico en radio Wentz (Jack Noseworthy), al cocinero Eddie (T.C. Carson), Trigger (Thomas Guiry), Mazzola (Erik Palladino), Tank (Dave Power), Griggs (Derk Cheetwood) y Rabbit (Will Estes).
Por orden del almirante Duke (Burnell Tucker), el teniente de navío Hirsch (Jake Weber) se encarga de la misión del S-33 con el comandante de Marines Coonan (David Keith). Una vez que el S-33 está en pleno océano, se hace saber en qué consiste la misión. Un destructor inglés informó haber atacado y probablemente hundido un submarino alemán; el departamento de inteligencia naval estadounidense cree que ese submarino en realidad fue dañado y no hundido al haber luego detectado una transmisión radial alemana desde una posición bien determinada en el océano, y paralelamente se ha sabido que zarpó hacia allí un submarino con suministros y mecánicos desde Francia. Como no pudieron entender la transmisión, que estaba cifrada con el código Enigma, la inteligencia concibe un ingenioso plan para obtener el transmisor Enigma y sus materiales anexos, plan que consiste en enviar un submarino que se camuflará lo suficiente como para hacerse pasar por el submarino de abastecimiento enviado desde Francia, en una típica operación tipo "Caballo de Troya". Su tripulación llevará un equipo especial que invadirá el submarino, capturará a la tripulación, tomará la máquina Enigma y lo hundirá, en el entendimiento de que para cuando llegue el submarino de reabastecimiento éste crea que el submarino simplemente se hundió debido a sus daños. El submarino en problemas resulta ser el U-571, un submarino nazi equipado con Enigma. Pero algo sale mal: el submarino de abastecimiento llega antes de lo previsto y abre fuego contra el S-33, hundiéndolo con casi toda su tripulación y con casi todos los prisioneros de la tripulación alemana, quedando el teniente de navío Andrew Tyler (Matthew McConaughey), el teniente de navío Pete Emmett (Jon Bon Jovi), el Jefe Klough (Harvey Keitel), el técnico en radio Wentz (Jack Noseworthy), el cocinero Eddie (T.C. Carson), Trigger (Thomas Guiry), Mazzola (Erik Palladino), Tank (Dave Power), Griggs (Derk Cheetwood) y Rabbit (Will Estes) en posesión del averiado U-571. En esta situación deben hacer funcionar el submarino y llegar a una posición desde donde puedan pedir protección aliada en total sigilo para que los alemanes no sospechen que el submarino fue capturado y no hundido, y vivirán algunas situaciones de tensión.

## Intérpretes
- Matthew McConaughey (teniente Tyler)
- Bill Paxton (capitán Dalhgren)
- Harvey Keitel (jefe Henry Klough)
- Jon Bon Jovi (teniente Emmet)
- Jake Weber (teniente Hirsh)
- David Keith (comandante Coonan)
- Thomas Kretschmann (Kapitanleutnant Gunther Wasner)
- Erik Palladino (Anthony Mazzola)

## Crítica
La película de Jonathan Mostow está levemente basada en hechos reales, pero es una obra enteramente de ficción, adaptada para que la captura de la máquina Enigma sea realizada por norteamericanos. Este hecho causó un profundo desagrado en el público británico. Antes de los créditos finales puede leerse un breve texto que menciona, en carácter de reconocimiento, las capturas reales de navíos que permitieron obtener máquinas y códigos Enigma. Entre ellos puede mencionarse que en mayo de 1941 los destructores de la Armada Real Británica HMS Bulldog y HMS Broadway consiguieron capturar un dispositivo Enigma con las claves secretas de comunicación nazis, que se encontraba a bordo del submarino alemán U-110 dañado por los destructores antes mencionados. Aunque es cierto que en junio de 1944 los estadounidenses capturaron otro submarino, el U-505, fue el antes mencionado el que permitió descifrar las comunicaciones del enemigo. Pero fue a través de los ingleses, quienes acabaron de descifrar el código Enigma. También se han hecho críticas al combate submarino entre el capturado U-571 y el submarino de abastecimiento, ya que eso no podría ser posible porque los submarinos de abastecimiento no llevaban arma alguna ni mucho menos torpedos, y un combate entre submarinos sumergidos utilizando torpedos no habría sido posible en aquella época. También aparece en alta mar un avión patrulla que estaría demasiado lejos de alguna base de operaciones desde la que pudiera operar. Para espectadores de ojo entrenado, en la película, hacia el final, el U-571 se enfrenta con un destructor alemán, que no concuerda con los modelos de destructores utilizados en aquel tiempo, ya que se trata de un modelo de barco estadounidense.

## Estrenos mundiales
| País                                                                          | Fecha de estreno                   |
| ----------------------------------------------------------------------------- | ---------------------------------- |
| Alemania                                                                      | Jueves 14 de septiembre de 2000    |
| Argentina                                                                     | Jueves 28 de septiembre de 2000    |
| Australia                                                                     | Jueves 20 de abril de 2000         |
| Austria                                                                       | Viernes 15 de septiembre de 2000   |
| Bélgica                                                                       | Miércoles 27 de septiembre de 2000 |
| Belice · Costa Rica · El Salvador · Guatemala · Honduras · Nicaragua · Panamá | Viernes 13 de octubre de 2000      |
| Brasil                                                                        | Jueves 12 de octubre de 2000       |
| Bulgaria                                                                      | Viernes 20 de octubre de 2000      |
| Chile                                                                         | Jueves 5 de octubre de 2000        |
| Colombia                                                                      | Viernes 29 de septiembre de 2000   |
| Corea del Sur                                                                 | Sábado 2 de septiembre de 2000     |
| Croacia                                                                       | Jueves 9 de noviembre de 2000      |
| Dinamarca                                                                     | Viernes 22 de septiembre de 2000   |
| Ecuador                                                                       | Viernes 6 de octubre de 2000       |
| Egipto                                                                        | Miércoles 6 de diciembre de 2000   |
| EAU                                                                           | Miércoles 30 de agosto de 2000     |
| Eslovenia                                                                     | Jueves 5 de julio de 2001          |
| España                                                                        | Viernes 15 de septiembre de 2000   |
| Estados Unidos · Canadá                                                       | Viernes 21 de abril de 2000        |
| Filipinas                                                                     | Miércoles 7 de junio de 2000       |
| Finlandia                                                                     | Viernes 3 de noviembre de 2000     |
| Francia                                                                       | Miércoles 6 de septiembre de 2000  |

| País                         | Fecha de estreno                   |
| ---------------------------- | ---------------------------------- |
| Grecia                       | Viernes 22 de diciembre de 2000    |
| Hong Kong                    | Jueves 29 de junio de 2000         |
| Hungría                      | Jueves 14 de septiembre de 2000    |
| India                        | Viernes 17 de noviembre de 2000    |
| Indonesia                    | Miércoles 8 de noviembre de 2000   |
| Islandia                     | Viernes 6 de octubre de 2000       |
| Israel                       | Jueves 10 de agosto de 2000        |
| Italia                       | Viernes 6 de octubre de 2000       |
| Japón                        | Sábado 9 de septiembre de 2000     |
| Líbano                       | Jueves 31 de agosto de 2000        |
| Malasia                      | Jueves 24 de agosto de 2000        |
| México                       | Viernes 6 de octubre de 2000       |
| Noruega                      | Viernes 6 de octubre de 2000       |
| Nueva Zelanda                | Jueves 20 de abril de 2000         |
| Países Bajos                 | Jueves 28 de septiembre de 2000    |
| Perú                         | Jueves 21 de septiembre de 2000    |
| Polonia                      | Viernes 29 de septiembre de 2000   |
| Portugal                     | Viernes 27 de octubre de 2000      |
| Reino Unido Irlanda          | Viernes 2 de junio de 2000         |
| República Checa · Eslovaquia | Jueves 19 de octubre de 2000       |
| República Dominicana         | Jueves 5 de octubre de 2000        |
| Rumania                      | Viernes 29 de septiembre de 2000   |
| Rusia                        | Jueves 28 de septiembre de 2000    |
| Singapur                     | Jueves 3 de agosto de 2000         |
| Sudáfrica                    | Viernes 1 de septiembre de 2000    |
| Suecia                       | Viernes 10 de noviembre de 2000    |
| Suiza                        | Jueves 14 de septiembre de 2000    |
| Tailandia                    | Viernes 30 de junio de 2000        |
| Taiwán                       | Sábado 15 de julio de 2000         |
| Turquía                      | Viernes 3 de noviembre de 2000     |
| Uruguay                      | Viernes 6 de octubre de 2000       |
| Venezuela                    | Miércoles 27 de septiembre de 2000 |

## Nota
1. ↑  "Storm over U-boat film". BBC News. 2 June 2000. En inglés, acceso 25/02/2013